# Marek Zawadka
Marek Zawadka (ur. 13 lipca 1965 w Pyrzycach) – polski historyk, wykładowca akademicki, dyrektor Muzeum Historycznego w Lubinie, organizator imprez kulturalnych i sportowych, popularyzator wiedzy o historii I wojny światowej, historii Zagłębia Miedziowego, a także o żegludze śródlądowej, zwłaszcza o Odrze. W latach 2016–2019 prezes Polskiego Związku Badmintona.

## Życiorys

### Wykształcenie
Absolwent Technikum Żeglugi Śródlądowej we Wrocławiu (1984). W 1992 roku ukończył studia z historii na Wydziale Humanistycznym Wyższej Szkoły Pedagogicznej im. Tadeusza Kotarbińskiego w Zielonej Górze. W 1999 uzyskał stopień doktora nauk humanistycznych (specjalność historia społeczno-gospodarcza). Ukończył też studia podyplomowe z zarządzania oświatą (PWSZ w Legnicy, 2002), muzeologii (UJ w Krakowie, 2017) oraz MBA in Community Management (UEK w Krakowie, 2021).

### Praca
W latach 1984–2003 pracował jako nauczyciel, a od 2001 roku dyrektor Szkoły Podstawowej w Górzynie. W latach 2000–2012 był pracownikiem naukowym Państwowego Instytutu Naukowego – Instytutu Śląskiego w Opolu w Zakładzie Badań Regionalnych. Od 2001 do 2007 roku jako pracownik dydaktyczny Państwowej Wyższej Szkoły Zawodowej im. Witelona w Legnicy wykładał przedmioty z zakresu polityki i historii gospodarczej, regionalnej oraz systemu służb publicznych i samorządu terytorialnego. W latach 2004–2005 współpracował z Uniwersytetem Wrocławskim, gdzie prowadził zajęcia poświęcone regionowi Dolny Śląsk.
W latach 2003–2011 był dyrektorem Centrum Kultury „Muza” w Lubinie. Doprowadził do powstania tam drugiej sali kinowej. W 2007 zorganizował obchody 25-lecia Zbrodni Lubińskiej, w uroczystościach tych wzięli udział ówczesny prezydent RP Lech Kaczyński i premier Jarosław Kaczyński. W 2017 roku (jako dyrektor Ośrodka Kultury „Wzgórze Zamkowe" i Muzeum Historycznego w Lubinie) współorganizował uroczystości z okazji 35-lecia Zbrodni Lubińskiej. W obchodach uczestniczyli wówczas prezydent RP Andrzej Duda i ówczesna premier Beata Szydło. W 2022 roku (jako dyrektor Muzeum Historycznego w Lubinie) współorganizował uroczyste obchody 40. rocznicy Zbrodni Lubińskiej, w których udział wzięli m.in. marszałek sejmu oraz premier z pozostałymi członkami rządu.
Od 2003 roku pełnił równolegle funkcję dyrektora Ośrodka Kultury „Wzgórze Zamkowe” w Lubinie, gdzie zapoczątkował badania dokumentacyjne nad Zbrodnią Lubińską. Zainicjował tworzenie wystaw historycznych, w efekcie tej działalności w 2016 roku powstało Muzeum Historyczne w Lubinie, z którym dwa lata później połączony został Ośrodek Kultury „Wzgórze Zamkowe”. Jest także pomysłodawcą i realizatorem wspomnianych wystaw o tematyce historycznej.
W latach 2014–2017 organizował i kierował jako dyrektor Centrum Edukacji Przyrodniczej – ZOO Lubin.
Jest autorem i współautorem (współredaktorem) 30 książek oraz 42 artykułów z zakresu: transportu wodnego, problematyki pobytu Północnej Grupy Wojsk Armii Radzieckiej w Polsce, Zagłębia Miedziowego, stanu wojennego na terenie Zagłębia Miedziowego, samorządu terytorialnego. Jest także organizatorem i współorganizatorem konferencji naukowych, poświęconych m.in. historii gospodarczej, I wojnie światowej, Zbrodni Lubińskiej, kolejnictwu. Posiada dorobek zawodowy wymagany w muzeach na stanowisku kustosza dyplomowanego.

### Działalność kulturalna
Był organizatorem festiwali Muzyka z Oblężonego Miasta (2007-2016), na którym wystąpili m.in. Bob Geldof, The Ukrainians, Misty in Roots, The Plastic People of the Universe, Anawa, Strachy na Lachy, Dżem, Kult, Renata Przemyk; „Lubin na żywo",  „Winter Rock in Lubin" oraz cykli koncertów „Piątkowe granie", promujących lubińskie środowisko muzyczne. Jest pomysłodawcą i autorem wielu projektów wystawienniczych oraz inicjatorem i współtwórcą kilku cykli podcastów i rozmów historycznych.

### Działalność sportowa
Poza historią całe życie pasjonuje się sportem. W latach 1992–2002 oraz 2012–2019 udzielał się jako instruktor, sędzia i działacz badmintonowy. Zorganizował mistrzostwa Polski w latach 1997, międzynarodowe mistrzostwa Polski w latach 2012, 2013, 2014, międzynarodowe mistrzostwa Polski juniorów w latach 2014, 2015, 2016, Mistrzostwa Europy Juniorów 2015, Mistrzostwa Europy Juniorów Młodszych 2016 oraz Mistrzostwa Europy Drużyn Mieszanych 2017. W latach 2016–2019 pełnił funkcję prezesa Polskiego Związku Badmintona.

## Wybrane wystawy
- Zbrodnia Lubińska, wystawa plenerowa, 2006
- Sowieckie piekło 39–56, 2006
- Zagłębie Miedziowe w latach 1956–1990, wystawa plenerowa, 2008
- Bezpieczne przekraczanie progu sierpniowego, 2012
- Armia radziecka z nami od dziecka, 2013
- 1944, 2014
- XXV lat samorządu terytorialnego w Polsce. Lubin 1990–2015, wystawa plenerowa, 2015
- 1945, 2015
- Cichociemni, 2016
- Historia Miasta na tle życia codziennego, wystawa stała w Muzeum Historycznym w Lubinie, od 2018
- Zbrodnia Lubińska, wystawa stała w Muzeum Historycznym w Lubinie, od 2018
- Wielka Wojna, wystawa plenerowa w Parku Leśnym w Lubinie, od 2019
- Okupacja sowiecka Polski 1939–1993, wystawa plenerowa w Parku Leśnym w Lubinie, od 2019
- Trzech Generałów: Anders, Maczek, Sosabowski, wystawa plenerowa, 2019
- Bitwa o Anglię – Za wolność waszą i tylko waszą, wystawa plenerowa w Parku Leśnym w Lubinie, 2020
- Bitwa o Anglię. 10 lipca–31 października 1940, wystawa plenerowa w Ambasadzie Wielkiej Brytanii w Warszawie, 2020
- Za wolność waszą i tylko waszą. Polacy w Afryce i na Morzu Śródziemnym 1940–1944, Park Leśny w Lubinie, 2021
- Pionierzy lubińscy 1945, wystawa plenerowa przy ul. Kolejowej w Lubinie, od 2022
- Rosja. Imperium zbrodni, wystawa w Parku Leśnym, 2023
- Ukraina 365, wystawa w Parku Leśnym, 2023

## Wybrane publikacje

### Monografie
- 5,5 lat Muzeum Historycznego w Lubinie. Koncepcja funkcjonowania i rozwoju samorządowej jednostki kultury na przykładzie Muzeum Historycznego w Lubinie, J. Karlińska, M. Zawadka, Muzeum Historyczne w Lubinie, Lubin 2022, 978-83-66574-22-9.
- Komisje zagospodarowania Odry. Odrzańska praca u podstaw 1956–1970, Stowarzyszenie Instytut Śląski, Opole 2003, ISBN 83-7126-182-9.

### Monografie źródłowe
- Zbrodnia lubińska 1982: dokumenty, t. 2: Dochodzenie do prawdy, cz. 1: Bezpieczne przekraczanie progu sierpniowego, wstęp, wybór i oprac. P. Piotrowski, M. Zawadka, Wydawnictwo Gajt, Lubin 2008, ISBN 978-83-88178-64-1.
- Zbrodnia lubińska 1982: dokumenty, t. 2: Dochodzenie do prawdy, cz. 2: Kiedy opadł gaz łzawiący, wstęp, wybór i oprac. P. Piotrowski, M. Zawadka, Wydawnictwo Gajt, Lubin 2008, ISBN 978-83-88178-73-3.
- Zbrodnia lubińska 1982: dokumenty, t. 2: Dochodzenie do prawdy, cz. 3: W drodze do raportu, wstęp, wybór i oprac. P. Piotrowski, M. Zawadka, Wydawnictwo Gajt, Lubin 2008, ISBN 978-83-88178-74-0.
- Zbrodnia lubińska 1982: dokumenty, t. 2: Dochodzenie do prawdy, cz. 4: Materiały Komisji Nadzwyczajnej do Zbadania Działalności Ministerstwa Spraw Wewnętrznych, wstęp, wybór i oprac. P. Piotrowski, M. Zawadka, Ośrodek Kultury „Wzgórze Zamkowe" w Lubinie, Centrum Kultury „Muza" w Lubinie, Wrocławskie Wydawnictwo Oświatowe, Lubin-Wrocław 2007, ISBN 978-83-7432-287-4, ISBN 978-83-7432-293-5.
- Sierpień 80–grudzień 81. Legnickie w dalekopisach, wybór, wstęp i oprac. M. Zawadka, Ośrodek Kultury „Wzgórze Zamkowe” w Lubinie, Centrum Kultury „Muza” w Lubinie, Archiwum Państwowe we Wrocławiu, Lubin 2005, ISBN 83-88672-66-5.

### Prace pod redakcją
- Żądamy pracy dla naszych ojców! Strajki, protesty i bunty od epoki nowożytnej po połowę XX wieku – perspektywa gospodarcza i społeczna, red. T. Głowiński, M. Zawadka, Wrocław 2021, ISBN 978-83-66292-13-0, ISBN 978-83-66574-199.
- 30 lat samorządu terytorialnego. Lubin w obrazach, red. J. Karlińska, M. Zawadka, Muzeum Historyczne w Lubinie, Lubin 2020, ISBN 978-83-66574-08-3.
- Społeczny bilans otwarcia polskiej niepodległości w 1918 roku, red. T. Głowiński, M. Zawadka, Wydawnictwo Gajt, Muzeum Historyczne w Lubinie, Wrocław 2018, ISBN 978-83-948920-3-6.
- Gospodarczy bilans otwarcia polskiej niepodległości w 1918 roku, Głowiński, M. Zawadka, Wydawnictwo Gajt, Muzeum Historyczne w Lubinie, Wrocław 2018, ISBN 978-83-948920-4-3.
- Chronią i służą… Mundurowi i cywile. Społeczne i gospodarcze relacje na ziemiach polskich na przestrzeni wieków, red. R. Klementowski, M. Zawadka, Wydawnictwo Gajt, Wrocław 2017, ISBN 978-83-62584-93-2.
- W garnizonie i na kwaterze… Wojskowi i cywile. Społeczne i gospodarcze relacje na ziemiach polskich na przestrzeni wieków, red. R. Klementowski, M. Zawadka, Wydawnictwo Gajt, Wrocław 2017, ISBN 978-83-62584-91-8.
- Od regaliów po dobro narodowe. Ochrona i wykorzystanie zasobów środowiska naturalnego na ziemiach polski – aspekt historyczny, red. T. Głowiński, M. Zawadka, Wydawnictwo Gajt, Wrocław 2016, ISBN 978-83-62584-86-4.
- Od systemu żarowego do ekorozwoju. Ochrona i wykorzystanie zasobów środowiska naturalnego na ziemiach polskich – aspekt historyczny, red. T. Głowiński, M. Zawadka, Wydawnictwo Gajt, Wrocław 2016, ISBN 978-83-62584-85-7.
- Z dziejów przemysłu przed 1945 rokiem, red. J. Chumiński, M. Zawadka, Wydawnictwo Gajt, Wrocław 2012, ISBN 978-83-62584-26-0.
- Kultura 2010, red. nauk. B. Techmańska, M Zawadka, Wydawnictwo Instytut Śląski, Opole-Wrocław–Lubin 2011, ISBN 978-83-7126-273-9, ISBN 978-83-62105-82-3.
- Społeczeństwo 2010, red. nauk. B. Techmańska i M. Zawadka, Wydawnictwo Instytut Śląski, Opole-Wrocław–Lubin 2011, ISBN 978-83-7126-275-3, ISBN 978-83-62105-87-8.
- Ochrona środowiska – zagrożenia, działania instytucjonalne, świadomość społeczna, red. W. Drobek, M. Zawadka, „Zeszyty Odrzańskie. Seria Nowa" 2002, nr 21, Państwowy Instytut Naukowy. Instytut Śląski w Opolu, Opole 2002, ISBN 83-7126-165-9.
- Problemy z zakresu gospodarki wodnej na Nadodrzu w ujęciu historycznym, politologicznym i prawnym, red. W. Drobek, M. Zawadka, „Zeszyty Odrzańskie. Seria Nowa" 2002, nr 22, Państwowy Instytut Naukowy. Instytut Śląski w Opolu, Opole 2002, ISBN 83-7126-166-7.
- Zagadnienia osadnicze, ekologiczne i transportowe na Nadodrzu. Wybrane zagadnienia, red. W. Drobek, M. Zawadka „Zeszyty Odrzańskie. Seria Nowa" 2001, nr 20, Państwowy Instytut Naukowy. Instytut Śląski w Opolu, Opole 2002, ISBN 83-7126-152-7.